# Leoncio de Neápolis
Leoncio (en griego: Λεόντιος Νεαπόλεως, Leontios) fue obispo de Neápolis (actual Limasol), en la isla de Chipre, en el siglo VII. 
Escribió dos Vidas de santos que probablemente datan de la década de 640: Vida de Juan el Limosnero (nativo de Chipre) y Vida de Simeón el Loco. La primera de las dos fue encargada por Arcadio de Salamina, arzobispo primado de la isla (finales de 641 o principios de 642).
Escribió una Vida de Espiridón de Tremitunte, que se ha perdido, porque no sabemos detectar en el texto alguna alusión a este suceso, seguramente catastrófico. 
También se le atribuye un Diálogo con un judío, que contiene una defensa de la veneración cristiana de las imágenes, fragmentos del cual se citan en el tratado de Juan Damasceno Sobre las santas imágenes y en las Actas del Concilio de Nicea de 787.
Tal vez haya que identificarlo con el obispo Leoncio de Neápolis, de quien se dice que participó en el Concilio de Letrán presidido por el papa Martín I en octubre de 649. Es poco probable que Neápolis de Chipre y  Neápolis de Italia (Nápoles) tuvieran obispos del mismo nombre al mismo tiempo; además, fue en 649 cuando el musulmán Muawiya se apoderó de la isla de Chipre, ya que las conquistas musulmanas de la época habían provocado la huida de muchos monjes cristianos a Italia. Durante el Concilio se leyó una carta del arzobispo Sergio de Salamina (sucesor de Arcadio), dirigida en 643 al papa Teodoro I donde se exponía la oposición de la Iglesia de Chipre al monotelismo.
Sus obras se consideran de las pocas que permiten conocer el griego vernáculo del Bizancio antiguo y medio. Su obra se tradujo al latín y se publicó en Patrologia Graeca.